# Аласки, Джо
Джо Аласки (англ. Joe Alaskey; 17 апреля 1952, Трой, Нью-Йорк — 3 февраля 2016, Green Island, Нью-Йорк) — американский актёр озвучивания, один из преемников «Человека тысячи голосов» — Мела Бланка.

## Биография
Родился в городе Трой (штат Нью-Йорк). Отец — Джозеф Фрэнсис Аласки-младший, мать — Доменика «Дороти» Де Сорренто Де Люча Аласки, брат — Джон Нед Аласки, сестра — Джоэнн Валенте. Талант подражания голосам проявился у мальчика уже в три года, в пять лет он уже начал давать небольшие представления в кругу семьи. Тем не менее Джо сначала заинтересовался археологией, потом хотел стать священником и учителем английского языка. Окончил колледж La Salle Institute и ненадолго перебрался в Калифорнию, где жил в районе Энсино города Лос-Анджелес. В начале 1970-х годов, он вернулся в Нью-Йорк, где работал в сфере страхования. Карьеру актёра начал в 1985 году — его первой ролью стало озвучивание второстепенных персонажей в мультсериале «Галтар и золотое копьё». В 1988 году дебютировал на широком экране — «Кто подставил кролика Роджера», с 1995 года также озвучивал компьютерные игры.
Единственная ведущая роль Аласки была в черной комедии «Везучка» в роли влюбленного Рона Дугласа.
Скончался 3 февраля 2016 года от онкологического заболевания.

## Награды и номинации
- 2004 — Дневная премия «Эмми» в категории «Лучшее выступление в анимационной программе» за роль в мультсериале «Дак Доджерс» — победа[3].
- 2004 — Премия «Энни» в категории «Лучшее озвучивание в полнометражной анимационной продукции» за роль в фильме «Луни Тюнз: Снова в деле» — номинация[7].

## Избранная фильмография
Аласки работал на студии Warner Bros. (отдел Warner Bros. Animation) и за свою кинокарьеру длиной 30 лет озвучил Багза Банни, Даффи Дака, Кота Сильвестра, Твити, Марсианина Марвина, Друпи и других персонажей в почти 120 фильмах, мультфильмах, мультсериалах и компьютерных играх.

### Озвучивание

#### Широкий экран
- 1988 — Кто подставил кролика Роджера / Who Framed Roger Rabbit — Йоземит Сэм / Фоггорн Леггорн
- 1990 — Завоеватели из космоса[англ.] / Spaced Invaders — доктор Зиплок[англ.]
- 1994 — Форрест Гамп / Forrest Gump — Ричард Никсон, Президент США
- 1995 — Каспер / Casper — Стинки, привидение
- 1995 — Морковобланка[англ.] / Carrotblanca — Даффи Дак / Кот Сильвестр
- 1998 — Карапузы / The Rugrats Movie — дедушка Лу Пиклз
- 2000 — Карапузы в Париже[англ.] / Rugrats in Paris: The Movie — дедушка Лу Пиклз
- 2003 — Карапузы встречаются с Торнберри[англ.] / Rugrats Go Wild — дедушка Лу Пиклз
- 2003 — Луни Тюнз: Снова в деле / Looney Tunes: Back in Action — Багз Банни / Даффи Дак / Бики Баззард[англ.] и др.
- 2006 — Легенда о снежном человеке / The Legend of Sasquatch — Дейв, владелец завода

#### Телевидение
- 1988 — Новые приключения Могучей Мыши[англ.] / Mighty Mouse: The New Adventures — Зануда (в 6 эпизодах)
- 1990—1992 — Приключения мультяшек / Приключения мультяшек — Плаки Дак / Ральф Дак / второстепенные персонажи (в 84 эпизодах)
- 1991 — Назад в будущее / Back to the Future — шериф (в 2 эпизодах)
- 1991 — Где Уолли?[англ.] / Where's Wally?: The Animated Series — второстепенные персонажи (в 13 эпизодах)
- 1992 — Русалочка / The Little Mermaid — Лобстер, бандит (в 3 эпизодах)
- 1993 — Чокнутый / Bonkers — слон Флэпс (в 5 эпизодах)
- 1994, 1996 — Дакмен[англ.] / Duckman — Dream Sequence Criminal (в 3 эпизодах)
- 1995 — Крошка Хью[англ.] / The Baby Huey Show — Крошка Хью[англ.] (в 13 эпизодах)
- 1995—1997, 1999 — Сильвестр и Твити: Загадочные истории / The Sylvester & Tweety Mysteries — Кот Сильвестр / Твити (в 20 эпизодах)
- 1996—1998 — Каспер, который живёт под крышей / The Spooktacular New Adventures of Casper — Стинки, привидение (в 52 эпизодах)
- 1997—2002, 2004 — Ох уж эти детки! / Rugrats — дедушка Лу Пиклз / второстепенные персонажи (в 48 эпизодах)
- 1998 — Шоу Дрю Кэри[англ.] / The Drew Carey Show — Даффи Дак (в 1 эпизоде)
- 1999 — Люди в чёрном / Men in Black: The Series — Короткий Жук / водитель грузовика (в 1 эпизоде)
- 2001 — Ох уж эти детки!: Детки подросли[англ.] / All Growed Up — дедушка Лу Пиклз
- 2003 — Харви Бёрдман / Harvey Birdman, Attorney at Law — разные персонажи (в 2 эпизодах)
- 2003 — Жизнь и приключения робота-подростка / My Life as a Teenage Robot — Иван (в 1 эпизоде)
- 2003—2005 — Дак Доджерс / Duck Dodgers — Дак Доджерс[англ.] / второстепенные персонажи (в 39 эпизодах)
- 2003—2005, 2007—2008 — Детки подросли / All Grown Up! — дедушка Лу Пиклз (в 15 эпизодах)
- 2006, 2007 — Аватар: Легенда об Аанге / Avatar: The Last Airbender — разные персонажи (в 2 эпизодах)
- 2006—2007 — Лунатики / Loonatics Unleashed — разные персонажи (в 5 эпизодах)[8]

#### Сразу-на-видео
- 1992 — Приключения мультяшек: Как я провёл каникулы / Tiny Toon Adventures: How I Spent My Vacation — Плаки Дак / Жаба Тьюпело / Джонни Карсон и др.
- 2000 — Кругосветное путешествие Твити[англ.] / Tweety's High-Flying Adventure — Твити / Кот Сильвестр / Багз Банни
- 2001 — Скуби-Ду и кибер-погоня / Scooby-Doo and the Cyber Chase — полицейский Уэмбли
- 2002 — Балто 2: В поисках волка / Balto II: Wolf Quest — охотник / волк Нук
- 2006 — Луни Тюнз: Ну, с Рождеством![англ.] / Bah, Humduck! A Looney Tunes Christmas — Даффи Дак / Кот Сильвестр / Марсианин Марвин / другие персонажи
- 2008 — Лига Справедливости: Новый барьер / Justice League: The New Frontier — Багз Банни
- 2009 — Захватывающий мир Эль Супербеасто / The Haunted World of El Superbeasto — Эрик, диктор новостей
- 2011 — Том и Джерри и Волшебник из страны Оз / Tom and Jerry and the Wizard of Oz — Гудвин / Друпи / Батч
- 2012 — Том и Джерри: Робин Гуд и Мышь-Весельчак[англ.] / Tom and Jerry: Robin Hood and His Merry Mouse — Монах Тук / Друпи
- 2013 — Том и Джерри: Гигантское приключение[англ.] / Tom and Jerry's Giant Adventure — Король Друпи
- 2015 — Том и Джерри: Шпион Квест[англ.] / Tom and Jerry: Spy Quest — Друпи

#### Компьютерные игры
- 1998 — Rugrats: Search for Reptar[англ.] — дедушка Лу Пиклз
- 1999 — Звёздные войны. Эпизод I: Призрачная угроза / Star Wars: Episode I – The Phantom Menace — важный купец / толкователь / Watto's Flunky
- 1999 — Багз Банни: Затерянный во времени / Bugs Bunny: Lost in Time — Марсианин Марвин / Даффи Дак / другие персонажи
- 2000 — Побег с острова Обезьян / Escape from Monkey Island — Digg the Lucre Lawyer / Судья Эдд
- 2000 — Гонки Looney Tunes[англ.] / Looney Tunes Racing — Даффи Дак / Кот Сильвестр / Паутинка[англ.] / другие персонажи
- 2000 — Looney Tunes: Космическая гонка[англ.] / Looney Tunes: Space Race — Даффи Дак / Марсианин Марвин / Кот Сильвестр / другие персонажи
- 2000 — Bugs Bunny & Taz: Time Busters — Даффи Дак / Твити / другие персонажи
- 2001 — Волк овце не собака / Sheep, Dog 'n' Wolf — Даффи Дак / Паутинка / Марсианин Марвин / другие персонажи
- 2002 — Hot Wheels Velocity X[англ.] — Руперт / другие персонажи
- 2003 — Луни Тюнз: Снова в деле[англ.] / Looney Tunes: Back in Action — Багз Банни / Даффи Дак / председатель Acme / другие персонажи
- 2004 — Человек-паук 2 / Spider-Man 2 — доктор Коннорс / Таг
- 2005 — Фантастическая четвёрка / Fantastic Four — второстепенные персонажи
- 2005 — Губка Боб Квадратные Штаны: Свет, камера, штаны! / SpongeBob SquarePants: Lights, Camera, Pants! — Морской Супермен
- 2006 — Готика 3 / Gothic 3 — второстепенные персонажи
- 2006 — Губка Боб Квадратные Штаны: Существо из Красти Краб[англ.] / SpongeBob SquarePants: Creature from the Krusty Krab — Морской Супермен
- 2006 — Возвращение Супермена / Superman Returns — жители Метрополиса
- 2006 — Клан Сопрано: Дорога к уважению[англ.] / The Sopranos: Road to Respect — второстепенные персонажи
- 2007 — Человек-паук: Друг или враг / Spider-Man: Friend or Foe — Доктор Осьминог
- 2007 — Looney Tunes: Duck Amuck[англ.] — Даффи Дак
- 2007 — Луни Тюнз: Арсенал Acme[англ.] / Looney Tunes: Acme Arsenal — Багз Банни / Даффи Дак / Марсианин Марвин / другие персонажи
- 2008 — Хроники Белого Рыцаря[англ.] / White Knight Chronicles — Дрисдалл
- 2014 — Лего Бэтмен 3: Покидая Готэм / Lego Batman 3: Beyond Gotham — Зелёный Фонарь

#### Другое озвучивание
- 1996 — н. в. — Марсианин Марвин в третьем измерении[англ.] / Marvin the Martian in the Third Dimension — Даффи Дак / K-9 / Марсианин Марвин — 3D-мультфильм в парках развлечений Дрейтон-Мэнор[англ.], Мир кино Warner Bros.[англ.], Six Flags Great America[англ.] и Movie Park Germany[англ.]

### Роли «вживую»
- 1986 — Ночной суд[англ.] / Night Court — Томас Доббс (в 1 эпизоде)
- 1987 — Староста класса[англ.] / Head of the Class — Джек (в 1 эпизоде)
- 1987—1991 — Фантастическая девушка / Out of This World — Беано Фройлих (в 68 эпизодах)
- 1988 — Везучка / Lucky Stiff — Рон Дуглас
- 1992 — Золотой дворец[англ.] / The Golden Palace — мистер Смит № 3 (в 1 эпизоде)
- 2000 — Король мира[англ.] / King of the World — Джеки Глисон